# Арійчук Борис
Бори́с Арійчу́к (1900, Буковина — 8 жовтня 1981, Буенос-Айрес) — протопресвітер, основоположник катедри святої Покрови в Буенос-Айресі, адміністратор УАПЦ у Південній Америці.

## З життєпису
Четар Дієвої Армії УНР.
Після Володимира Тимінського (син Тараса Тимінського), був парохом у Розтоках, в тому часі займався просвітництвом.
Протягом 1945—1948 років був настоятелем усіх греко-католицьких парафій гірської Австрії.
З 1949 настоятель церкви святої Покрови УАПЦ в Буенос-Айресі.
Протягом 1949—1953 років — голова Братства святої Покрови УАПЦ в Аргентині та адміністратор УАПЦ.
1968 року разом з владикою Андрієм Сапеляком обраний до керівних органів Української Центральної Репрезентації в Аргентині.
1969 року разом з іншими священиками посвячував наріжного каменя на будівництво пам'ятника Тарасу Шевченку в Буенос-Айресі.